# Difuzni nevroendokrini sistem
Difuzni nevroendokrini sistem ali DNES je sistem raztresenih nevroendokrinih celic, ki tvorijo hormone in živčne prenašalce (nevrotransmiterje). Britanski patolog in histokemik A.G.E. Pearse je pri raziskavah celic v prebavilih sistem izvorno poimenoval APUD glede na naslednje značilnosti celic:
- vsebujejo velike količine aminov (A - amine)
- privzem aminskih prekurzorjev je visok (P - precursor, U - uptake)
- encimi dekarboksilaze pretvarjajo prekurzorje v aktivne amine (D - decarboxylase).

Znaten delež tovrstnih celic v resnici ne deluje točno po načelu APUD, zato je kratica DNES bolj primerno poimenovanje za ta sistem. Zaradi barvanja s srebrovimi solmi lahko poimenujemo celice tudi argentofilne (reducirajo in vežejo srebro (Ag) iz srebrovih soli) ali argirofilne celice (vežejo srebro po redukciji z drugo snovjo).
DNES celice so razpršene po celotnem telesu in zajemajo 35 tipov celic v dihalih, prebavilih, sečilih, ščitnici, hipofizi, epifizi ter posteljici in izločajo različne hormone, kot so adrenalin, noradrenalin, serotonin, dopamin in enkefalin. Med DNES celice uvrščamo npr. parafolikulane celice ščitnice, celice Langerhansovih otočkov trebušne slinavke, kromafine celice nadledvične sredice, jukstaglomerulne celice v ledvicah in Merklove celice v povrhnjici. 
Zaradi sekrecijske aktivnosti so v citoplazmi prisotni značilni organeli velikosti okoli 100—400 μm, tj. vakuole, nevrosekrecijski vezikli ali gosta telesca, ki vsebujejo molekule hormona. Večina celic ima bolj lokalni vpliv kot pa sistemski, poleg tega pa nekatere celice izločajo produkte parakrino, tj. neposredno v okolico in ne v kri.

## Patologija
Tumor, sestavljen iz DNES celic, se imenuje apudom.